# Suzaka, Nagano
Suzaka (須坂市 Suzaka-shi) là một thành phố thuộc tỉnh Nagano, Nhật Bản.